# Длужина-Гурна
Длужина-Гурна (пол. Dłużyna Górna, нім. Ober Langenau) — село в Польщі, у гміні Пенськ Згожелецького повіту Нижньосілезького воєводства.
Населення — 431 особа (2011).
У 1975-1998 роках село належало до Єленьогурського воєводства.

## Демографія
Демографічна структура станом на 31 березня 2011 року:
|          | Загалом | Допрацездатний вік | Працездатний вік | Постпрацездатний вік |
| -------- | ------- | ------------------ | ---------------- | -------------------- |
| Чоловіки | 226     | 39                 | 172              | 15                   |
| Жінки    | 205     | 37                 | 124              | 44                   |
| Разом    | 431     | 76                 | 296              | 59                   |

## Галерея

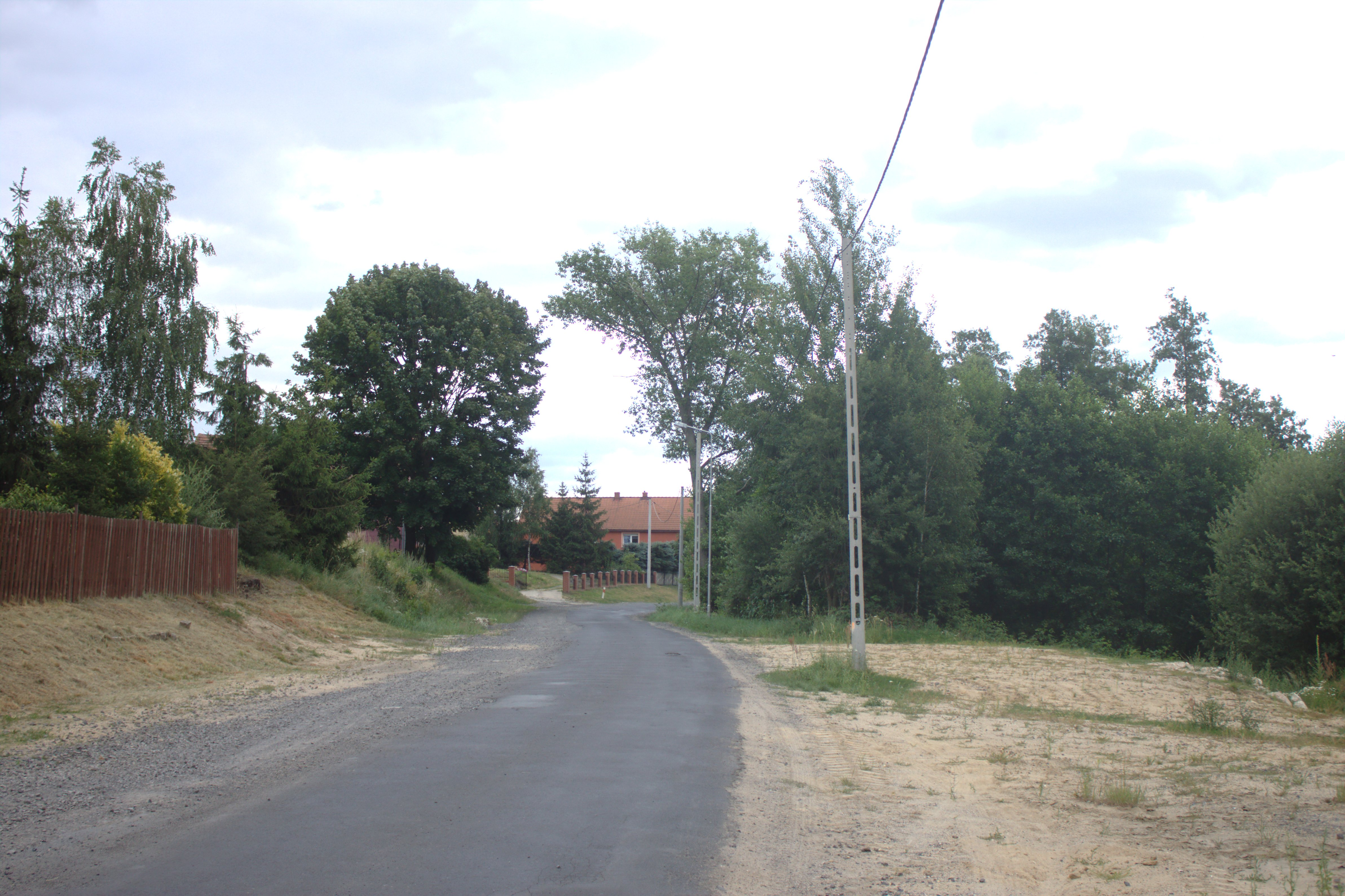
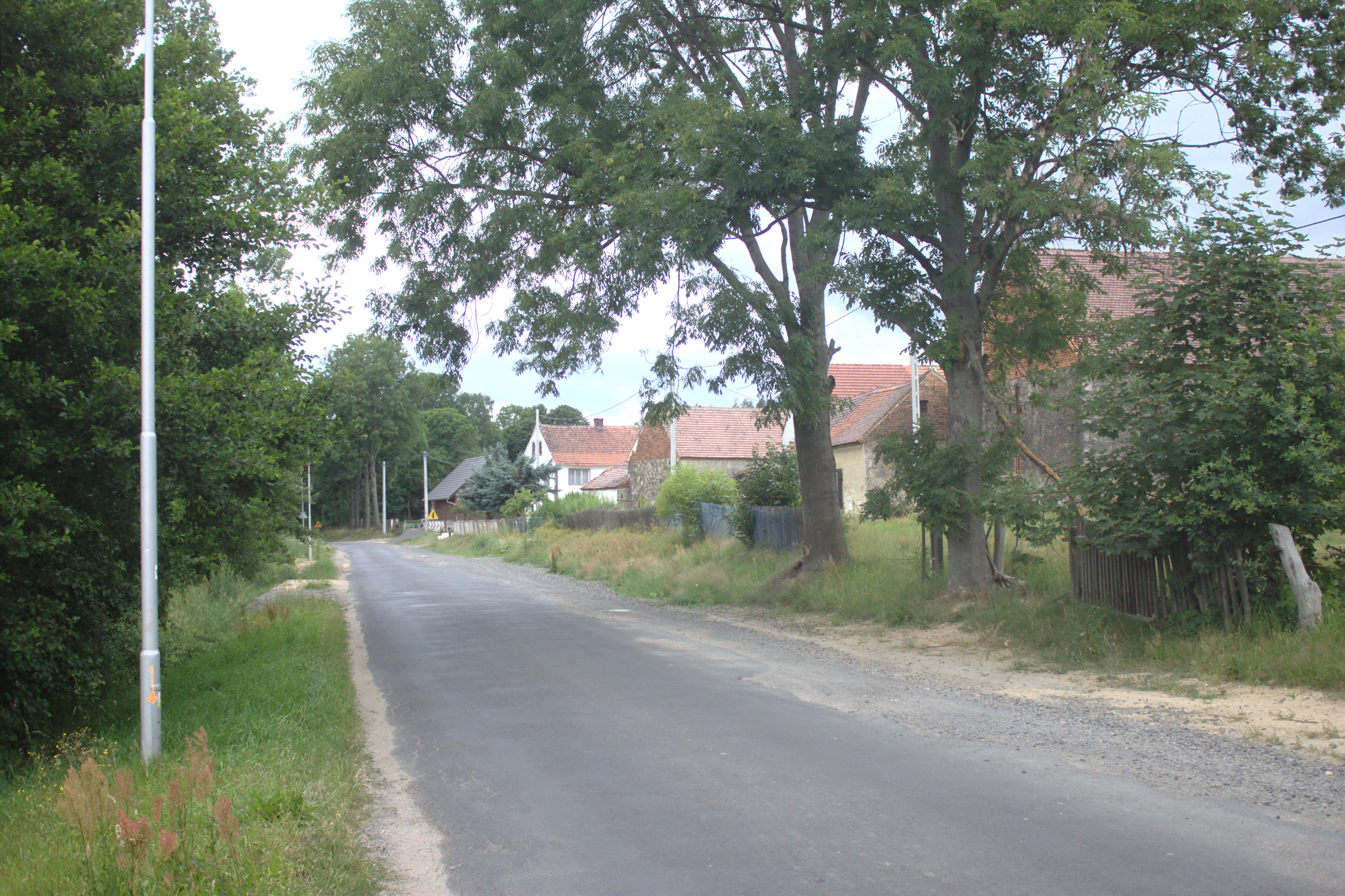
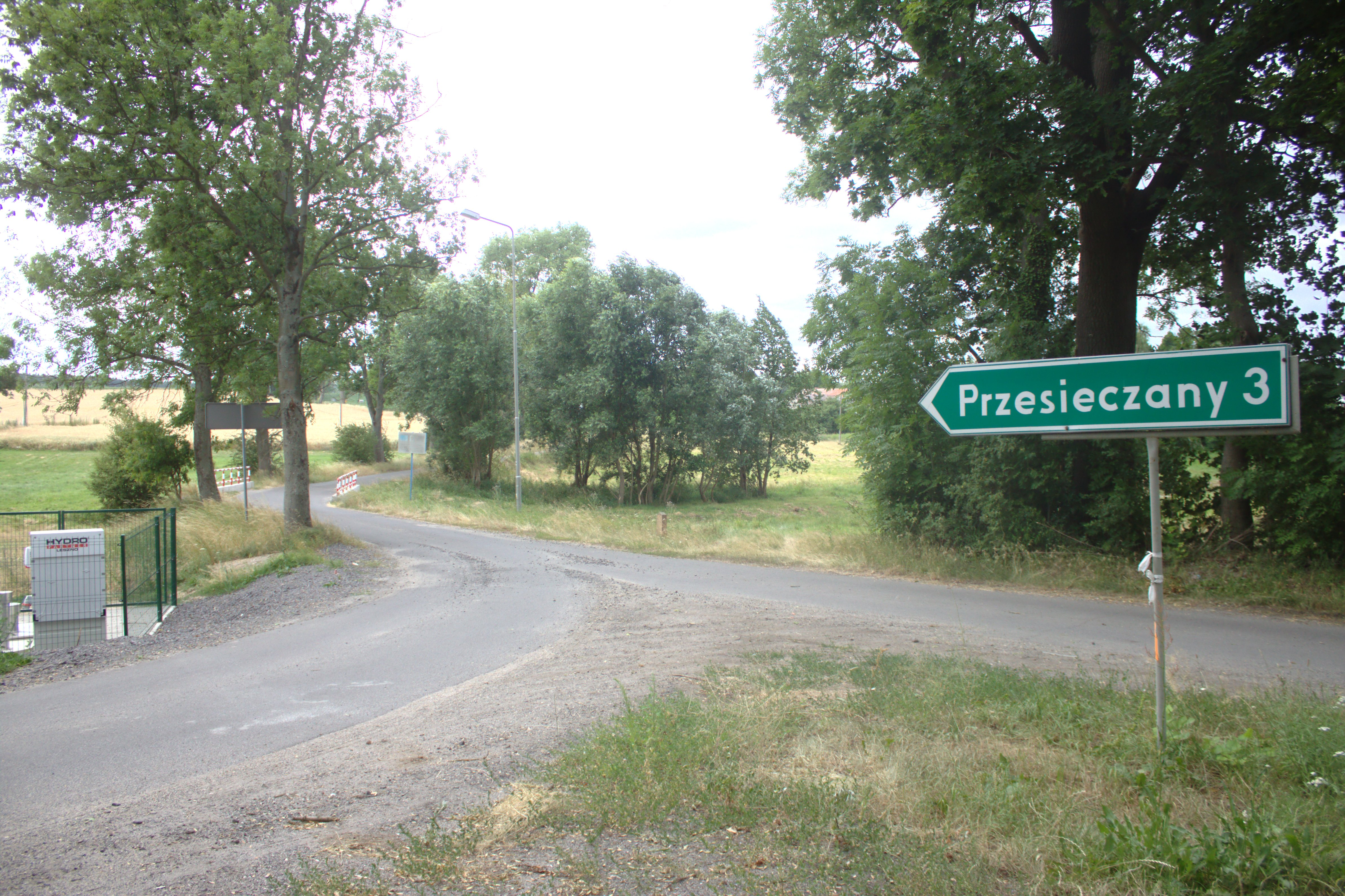